# PH-Wert

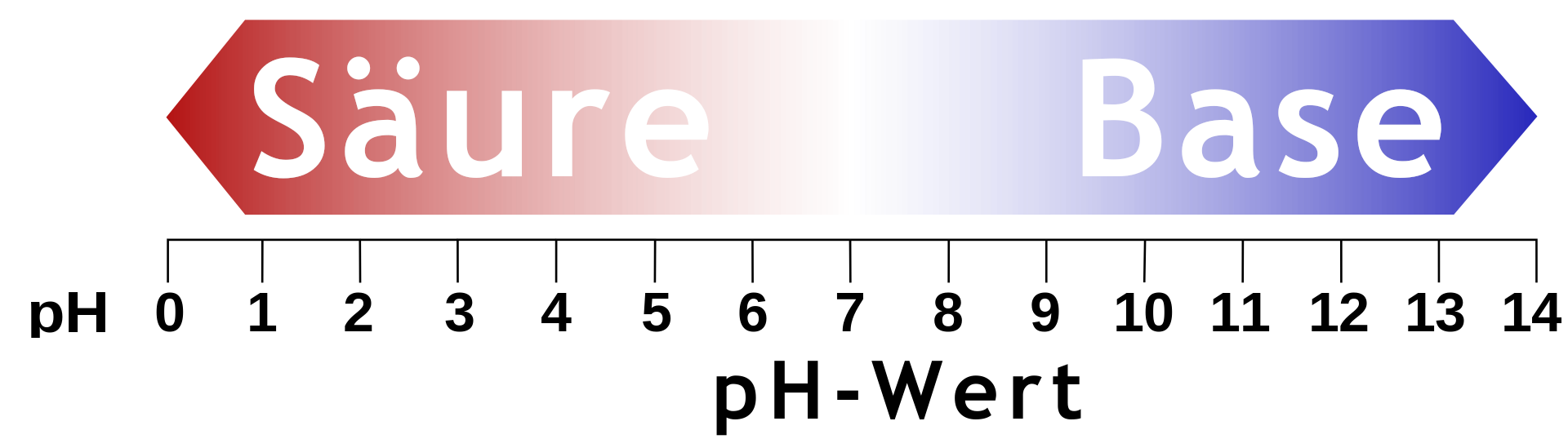
Der pH-Wert ist ein Maß für den Säure- oder Basencharakter einer wässrigen Lösung.

Der pH-Wert (Abkürzung für Potential des Wasserstoffs, lateinisch pondus hydrogenii oder potentia hydrogenii) ist ein Maß für den sauren oder basischen Charakter einer wässrigen Lösung. Er ist der dekadische Logarithmus (Zehnerlogarithmus) der Wasserstoffionen-Aktivität multipliziert mit −1. Je höher die Konzentration der Wasserstoffionen (H+) in der Lösung ist, desto niedriger ist also auch der pH-Wert.
Abgeleitet von der Gleichgewichtskonstante für die Autoprotolyse des Wassers (10−14 mol2l−2) nennt man eine verdünnte wässrige Lösung mit einem pH-Wert von weniger als 7 sauer, mit einem pH-Wert gleich 7 neutral und mit einem pH-Wert von mehr als 7 basisch oder alkalisch.

## Definition

### pH-Wert
Der pH-Wert ist definiert als die Gegenzahl des dekadischen Logarithmus (= Zehnerlogarithmus) der Wasserstoffionen-Aktivität:
{\displaystyle \mathrm {pH} =-\log _{10}a\left(\mathrm {H} ^{+}\right)}.
Die dimensionslose relative Aktivität des Wasserstoffions {\displaystyle a\left(\mathrm {H} ^{+}\right)} ist das Produkt der Molalität des Wasserstoffions ({\displaystyle m(\mathrm {H} ^{+})} in {\displaystyle \mathrm {mol\cdot kg^{-1}} }) und des Aktivitätskoeffizienten des Wasserstoffions (γH) geteilt durch die Einheit der Molalität ({\displaystyle m^{0}} in {\displaystyle \mathrm {mol\cdot kg^{-1}} }), somit gilt:
{\displaystyle \mathrm {pH} =-\log _{10}\left(\gamma _{\mathrm {H} }{\frac {m\left(\mathrm {H^{+}} \right)}{m^{o}}}\right)}.
Zur Vereinfachung der Formeln wird in der Regel das {\displaystyle \mathrm {H} ^{+}} (Wasserstoffion) für die Definition des pH verwendet. In der Realität existieren diese Wasserstoffionen (freie Protonen) aber nur in assoziierter Form. Im Wasser bildet sich in erster Stufe das Oxoniumion {\displaystyle \mathrm {H_{3}O} ^{+}}, welches wiederum noch weitere Wassermoleküle anlagert (etwa {\displaystyle \mathrm {H_{9}O_{4}} ^{+}} bzw. {\displaystyle \mathrm {H_{3}O} ^{+}} · 3 {\displaystyle \mathrm {H_{2}O} }).
Die exakte Definition des pH-Wertes wird bei einfachen Berechnungen jedoch selten verwendet. Vielmehr begnügt man sich aus Gründen der Vereinfachung mit der Näherung, dass die Oxoniumaktivität für verdünnte Lösungen gleich der Maßzahl der Oxoniumionen-Konzentration (in {\displaystyle \mathrm {mol\cdot dm^{-3}} } bzw. {\displaystyle \mathrm {mol\cdot l^{-1}} }) gesetzt wird:
{\displaystyle \mathrm {pH} =-\log _{10}a\left(\mathrm {H} ^{+}\right)\approx -\log _{10}\left({\frac {c\left(\mathrm {H_{3}O^{+}} \right)}{c^{o}}}\right)}.
Man beachte auch, dass eigentlich die Einzelionenaktivität des Wasserstoffions bekannt sein müsste, um den pH-Wert exakt nach Definition zu bestimmen. Allerdings ist es umstritten, ob Einzelionenaktivitäten bestimmt werden können.

### pOH-Wert

Die pOH-Skala (oben) und die pH-Skala (unten) sind einander entgegengesetzt.
(rot: saurer Bereich; blau: basischer Bereich)

Analog zum pH-Wert wurde auch ein pOH-Wert definiert. Es ist die Gegenzahl des dekadischen Logarithmus der Maßzahl der Hydroxidionen-Aktivität (in {\displaystyle \mathrm {mol\cdot dm^{-3}} } bzw. {\displaystyle \mathrm {mol\cdot l^{-1}} }).
Beide Werte hängen über das Autoprotolysegleichgewicht zusammen:
Chemische Reaktionsgleichung:
{\displaystyle \mathrm {2\ H_{2}O\ \rightleftharpoons \ H_{3}O^{+}\ +\ OH^{-}} }
Gleichgewichtskonstante der Reaktion:
{\displaystyle K_{\mathrm {w} }={\frac {a\left(\mathrm {H_{3}O^{+}} \right)\cdot a\left(\mathrm {OH^{-}} \right)}{a^{2}\left(\mathrm {H_{2}O} \right)}}}
{\displaystyle -\log _{10}K_{\mathrm {w} }=-\log _{10}a\left(\mathrm {H_{3}O^{+}} \right)-\log _{10}a\left(\mathrm {OH^{-}} \right)+\log _{10}a^{2}\left(\mathrm {H_{2}O} \right)=\mathrm {pH} +\mathrm {pOH} }
Die Aktivität des Wassers als Lösemittel für verdünnte Systeme ist insbesondere bei t = 25 °C (Standardbedingung) gleich eins. Damit ist der Logarithmus der Aktivität von Wasser gleich null. Die Gleichgewichtskonstante ist unter normalen Bedingungen Kw = 10−14. Damit ist der Zusammenhang zwischen pH und pOH einer verdünnten Lösung bei Raumtemperatur in guter Näherung:
{\displaystyle \mathrm {pH} +\mathrm {pOH} =14}
Weitere Erläuterungen finden sich im Artikel Oxonium und Autoprotolyse.

### Der pH-Wert bei anderen Lösungsmitteln
Eine Maßzahl vergleichbar dem „pH-Wert“ ist auch für andere amphiprotische Lösungsmittel LH definiert, die Protonen übertragen können. Auch diese beruhen auf der Autoprotolyse des jeweiligen Lösungsmittels. Die allgemeine Reaktion lautet:
2 LH {\displaystyle \leftrightharpoons } LH2+ + L−,
mit dem Lyonium-Ion LH2+ und dem Lyat-Ion L−.
Die Gleichgewichtskonstante K ist hier im Allgemeinen kleiner als beim Ionenprodukt des Wassers. Der pH-Wert ist dann folgendermaßen definiert:
{\displaystyle \mathrm {pH} _{p}=-\log _{10}c\left(\mathrm {LH_{2}^{\,+}} \right)}
| Einige Beispiele für amphiprotische Lösungsmittel |                                                                   |
| wasserfreie Ameisensäure                          | 2 HCOOH {\displaystyle \leftrightharpoons } HCOOH2+ + HCOO−       |
| wasserfreies Ammoniak                             | 2 NH3 {\displaystyle \leftrightharpoons } NH2− + NH4+             |
| wasserfreie Essigsäure                            | 2 CH3COOH {\displaystyle \leftrightharpoons } CH3COO− + CH3COOH2+ |
| wasserfreies Ethanol                              | 2 C2H5OH {\displaystyle \leftrightharpoons } C2H5OH2+ + C2H5O−    |

### Neutralwert und Einteilung
| Substanz                              | pH-Wert                              | Art                                  |
| ------------------------------------- | ------------------------------------ | ------------------------------------ |
| Batteriesäure                         | < 1                                  | sauer                                |
| Magensäure (nüchterner Magen)         | 1,0 – 1,5                            | sauer                                |
| Zitronensaft                          | 2,4                                  | sauer                                |
| Cola                                  | 2,0 – 3,0                            | sauer                                |
| Essig                                 | 2,5                                  | sauer                                |
| Fruchtsaft der Schattenmorelle        | 2,7                                  | sauer                                |
| Orangen- und Apfelsaft                | 3,5                                  | sauer                                |
| Wein                                  | 4,0                                  | sauer                                |
| Saure Milch                           | 4,5                                  | sauer                                |
| Bier                                  | 4,5 – 5,0                            | sauer                                |
| Saurer Regen (aus verschmutzter Luft) | < 5,0                                | sauer                                |
| Kaffee                                | 5,0                                  | sauer                                |
| Tee                                   | 5,5                                  | sauer                                |
| Hautoberfläche des Menschen           | 5,5                                  | sauer                                |
| Regen (Niederschlag mit gelöstem CO2) | 5,6                                  | sauer                                |
| Mineralwasser                         | 6,0                                  | sauer                                |
| Milch                                 | 6,5                                  | sauer                                |
| Menschlicher Speichel                 | 6,5 – 7,4                            | sauer bis alkalisch                  |
| Reines Wasser (CO2-frei)              | 7,0                                  | neutral                              |
| Blut                                  | 7,4                                  | alkalisch                            |
| Meerwasser                            | 7,5 – 8,4                            | alkalisch                            |
| Pankreassaft (Bauchspeicheldrüse)     | 8,3                                  | alkalisch                            |
| Seife                                 | 9,0 – 10,0                           | alkalisch                            |
| Haushalts-Ammoniak                    | 11,5                                 | alkalisch                            |
| Bleichmittel                          | 12,5                                 | alkalisch                            |
| Beton                                 | 12,6                                 | alkalisch                            |
| Natronlauge                           | 13,5 – 14                            | alkalisch                            |
| Legende                               |                                      |                                      |
| grau hinterlegt                       | Bestandteil des menschlichen Körpers | Bestandteil des menschlichen Körpers |
| farbig hinterlegt                     | Farben des Universalindikators       | Farben des Universalindikators       |

Durch die Autoprotolyse ergibt sich das Ionenprodukt des Wassers bei 25 °C zu
{\displaystyle K_{\mathrm {w} }={\frac {c\left(\mathrm {H_{3}O^{+}} \right)}{c^{o}}}\cdot {\frac {c\left(\mathrm {OH^{-}} \right)}{c^{o}}}=10^{-14}}
Durch diese Größe wird die Skala und der neutrale Wert des pH-Wertes bestimmt. Die pH-Werte von verdünnten wässrigen Lösungen werden wie folgt qualifiziert:
- pH < 7 als saure wässrige Lösung, hier ist c(H3O+) > c(OH−)
- pH = 7 als neutrale wässrige Lösung, hier ist c(H3O+) = c(OH−); auch eine Eigenschaft von reinem Wasser[4]
- pH > 7 als basische (alkalische) wässrige Lösung, hier ist c(H3O+) < c(OH−)

## Forschungsgeschichte
Der dänische Chemiker Søren Sørensen führte im Jahr 1909 den Wasserstoffionenexponenten in der Schreibweise pH• für die Konzentration von Wasserstoffionen Cp gleich 10−pH• ein. Die pH•-Werte wurden über elektrometrische Messungen bestimmt. Die Schreibweise pH• ging später in die heutige Schreibweise pH über. Der Buchstabe H wurde von Sørensen als Symbol für Wasserstoffionen verwendet, den Buchstaben p wählte er willkürlich als Index für seine zu messenden Lösungen (z. B. Cp) und q als Index für seine Referenzlösungen (z. B. Cq) aus.
Dem Buchstaben p in pH wurde später die Bedeutung Potenz zugeordnet oder aus dem Neulateinischen von potentia Hydrogenii  oder auch von pondus Hydrogenii  (lateinisch pondus „Gewicht“; potentia „Kraft“; Hydrogenium „Wasserstoff“) abgeleitet.
Später wurde die Wasserstoffionen-Aktivität im Zusammenhang mit einer konventionellen pH-Skala eingeführt. Sie basiert auf einem festgelegten Messverfahren mit festgelegten Standardlösungen, woraus eine operationelle Definition des pH-Werts festgeschrieben wurde. Diese Definition dient der möglichst hohen Reproduzierbarkeit und Vergleichbarkeit von pH-Messungen.
Von Wasserstoffionen (H+) oder Wasserstoffionenexponent zu sprechen geht auf das Säure-Base-Konzept nach Arrhenius zurück. Heute wird in der Regel dem Säure-Base-Konzept nach Brønsted gefolgt und von Oxoniumionen (H3O+) gesprochen, einem Ion, das sich aus einem Wassermolekül durch Reaktion mit einem Protonendonator gebildet und dabei selbst als Protonenakzeptor reagiert hat.

## Chemisch-physikalische Zusammenhänge

### pH und Säuren und Basen
Werden Säuren in Wasser gelöst, geben diese durch die Dissoziation Wasserstoffionen an das Wasser ab, der pH-Wert der Lösung sinkt. Werden Basen gelöst, geben diese Hydroxidionen ab, die Wasserstoffionen aus der Dissoziation des Wassers binden. Sie können auch selbst Wasserstoffionen binden, wie es für Ammoniak → Ammonium gilt. Mithin erhöhen Basen den pH-Wert. Der pH-Wert ist ein Maß der Menge an Säuren und Basen in einer Lösung. Je nach Stärke dissoziiert die Säure oder Base zu einem mehr oder weniger großen Anteil und beeinflusst somit den pH-Wert unterschiedlich stark.
In den meisten wässrigen Lösungen liegen die pH-Werte zwischen 0 (stark sauer) und 14 (stark alkalisch). Die pH-Skala wird nur begrenzt durch die Löslichkeiten von Säuren oder Basen in Wasser. Bei sehr hohen oder sehr niedrigen pH-Werten und in konzentrierten Salzlösungen sind nicht die Konzentrationen für den pH-Wert entscheidend, sondern die Aktivitäten der Ionen. Aktivitäten sind von den Ionenkonzentrationen nicht linear abhängig. Bei Lösungen sehr starker Säuren oder Basen können daher bei Konzentrationen über einem mol/l diese Grenzen überschritten und pH-Werte von unter Null oder über 14 gemessen werden. Diese Werte sind aber mit einer relativ großen Unsicherheit behaftet, da neben der Nichtlinearität der Aktivität auch die pH-Elektroden bei hohen Konzentrationen nicht mehr linear zur Konzentration arbeiten.
Die meisten pH-Elektroden verhalten sich im Messbereich zwischen 0 und 14 annähernd linear. Annähernd konstante Unterschiede im gemessenen Elektrodenpotential entsprechen also gleichen Unterschieden im pH-Wert. Nach internationaler Konvention können pH-Werte nur in diesem Bereich direkt gemessen werden.
Lösungen einer schwachen Säure und eines ihrer Salze oder einer schwachen Base und eines ihrer Salze ergeben Pufferlösungen. Hier stellen sich Gleichgewichte ein, die nahe dem mit −1 multiplizierten logarithmierten Wert ihrer Säurekonstanten bzw. Basenkonstanten nahezu gleiche pH-Werte ergeben. Der pH-Wert dieser Lösungen ändert sich in diesem Bereich bei Zugabe von starken Säuren oder Basen deutlich weniger als bei Zugabe der Säuren und Basen zu reinem, salzfreiem, „ungepuffertem“ Wasser. Diese Pufferlösungen besitzen eine bestimmte Pufferkapazität, der Effekt besteht so lange, wie die Zugabemenge den Vorrat der verbrauchten Pufferkomponente nicht übersteigt.
Reines Wasser nimmt Kohlenstoffdioxid aus der Luft auf, je nach Temperatur etwa 0,3 bis 1 mg·l−1. So bildet sich Kohlensäure (H2CO3), die zu Hydrogencarbonat- und Wasserstoffionen dissoziiert:
{\displaystyle \mathrm {CO_{2}+H_{2}O\to H_{2}CO_{3}\to HCO_{3}^{-}+H^{+}} }
Wird bei „chemisch reinem Wasser“ der Zutritt von Kohlenstoffdioxid nicht verhindert, stellt sich ein pH-Wert von knapp 5 ein. Eine starke Beeinflussung des pH-Werts von reinem, destilliertem oder entionisiertem Wasser mit einem rechnerischen pH-Wert nahe 7 durch sehr geringe Spuren von Protonendonatoren oder Protonenakzeptoren sagt nichts über die Wirkung auf chemische Reaktionen oder Lebewesen aus.

### Temperaturabhängigkeit
Die Gleichgewichtskonstante der Wasserdissoziation Kw ist temperaturabhängig:
Bei 0 °C beträgt sie 0,115 · 10−14 (pKw = 14,939),
bei 25 °C: 1,009 · 10−14 (pKw = 13,996),
bei 60 °C: 9,61 · 10−14 (pKw = 13,017).
Die Summe von pH + pOH verhält sich dementsprechend (14,939, 13,996 bzw. 13,017).
Die pH-Werte von Lösungen sind temperaturabhängig. Beispiel: Eine einmolare Phenollösung hat bei einer Temperatur der Lösung von 30 °C einen pKS-Wert des Phenols als Phenyl-OH von 10. Die Lösung hat einen pH-Wert von etwa 4,5. Ändert sich die Temperatur, so treten drei gekoppelte Effekte auf. Der erste ist der weitaus wichtigste.
1. Die Gleichgewichtskonstante K für die Dissoziation von Phenol nimmt mit steigender Temperatur zu, damit auch die Dissoziation der Säure. Vergrößert sich K, sinkt also der pH-Wert und umgekehrt: {\displaystyle \mathrm {PhOH\,{\stackrel {K\gg }{\longrightarrow }}\,PhO^{-}+H^{+}} }
2. Bei einer Temperaturabsenkung von 30 °C auf 20 °C hat Phenol eine geringere Löslichkeit in Wasser. Es lösen sich nur ca. 0,9 mol·l−1. So steigt der pH-Wert auf rund 4,55. Dieser Effekt spielt nur eine Rolle für Lösungen nahe der Löslichkeitssättigung.
3. Bei einer Temperaturerhöhung vergrößert sich das Volumen der Lösung geringfügig und die molare Konzentration an Phenol verringert sich (mol pro Volumen). Somit steigt der pH-Wert differentiell. Analog sinkt der pH-Wert bei einer Temperaturerniedrigung.

## Bestimmung des pH-Wertes

### Berechnung
Ein häufig vorliegendes Problem ist, dass der pH-Wert errechnet werden soll, während die Konzentration bekannt ist und der pKS-Wert (der die Stärke der Säure bzw. Base repräsentiert) aus Tabellenwerken entnommen werden kann. Ein Beispiel aus der Praxis ist das Herstellen von Lösungen mit vorgegebenen pH-Wert.
Es existieren Formeln, mit denen man den pH-Wert näherungsweise berechnen kann. Trotz Näherungen sind die Ergebnisse im Normalfall genau genug.
Die Formeln leiten sich her aus dem
Massenwirkungsgesetz:
{\displaystyle K_{\mathrm {s} }={\frac {c\left(\mathrm {A^{-}} \right)\cdot c\left(\mathrm {H_{3}O^{+}} \right)}{c\left(\mathrm {HA} \right)\cdot c^{o}}}}
Ionenprodukt des Wassers {\displaystyle K_{\mathrm {w} }={\frac {c\left(\mathrm {H_{3}O^{+}} \right)}{c^{o}}}\cdot {\frac {c\left(\mathrm {OH^{-}} \right)}{c^{o}}}}
Massenerhaltungssatz {\displaystyle c_{0}=c\left(\mathrm {HA} \right)+c\left(\mathrm {A^{-}} \right)}
Ladungserhaltungssatz {\displaystyle c\left(\mathrm {H_{3}O^{+}} \right)=c\left(\mathrm {A^{-}} \right)+c\left(\mathrm {OH^{-}} \right)}

#### Sehr starke Säuren
Bei der Berechnung wird angenommen, dass starke Säuren vollständig deprotoniert vorliegen. Das gilt für Säuren mit einem pKS < 1. Die Rechnung ist in dem Fall unabhängig von der jeweiligen Säurekonstante, der pKS wird zur Berechnung also nicht benötigt. Die Entkoppelung vom KS beruht auf dem nivellierenden Effekt des Wassers. Auch die Autoprotolyse des Wassers spielt erst bei sehr verdünnten, starken Säuren (ab Konzentrationen ≤ 10−6 mol·l−1) eine Rolle. Somit resultiert aus der Konzentration der Säure direkt die Konzentration der Protonen in Lösung, beschrieben durch die Formel:
{\displaystyle c\left(\mathrm {H_{3}O^{+}} \right)=c_{0}=c\left(\mathrm {A^{-}} \right)}

#### Starke Säuren
Säuren mit einem pKS zwischen 1 und 4,5 werden als vollständig deprotoniert nicht mehr genau genug beschrieben. Allerdings kann auch hier die Autoprotolyse des Wassers vernachlässigt werden. Nach den Prinzipien der Massengleichheit und der Elektroneutralität ergibt sich die Gleichung:
{\displaystyle c\left(\mathrm {H_{3}O^{+}} \right)=-{\frac {K_{\mathrm {s} }c^{o}}{2}}+c^{o}\cdot {\sqrt {{\frac {K_{\mathrm {s} }^{2}}{4}}+K_{\mathrm {s} }\cdot c_{0}/c^{o}}}}
Die Formel kann auch für schwächere Säuren angewandt werden, was insbesondere für niedrig konzentrierte Lösungen zu empfehlen ist. Erst wenn der pKS 9 übersteigt oder die Konzentration unter 10−6 mol·l−1 liegt, wird die Formel ungenau, da dann die Autoprotolyse des Wassers zu berücksichtigen ist.

#### Schwache Säuren
Bei schwachen Säuren (4,5 < pKS < 9,5) ist der Anteil der dissoziierten Säuremoleküle klein gegenüber dem Anteil der undissoziierten. Als Vereinfachung kann daher angenommen werden, dass in der Lösung noch immer so viele protonierte Säuremoleküle vorliegen, wie ursprünglich zugegeben wurden. Die Gleichung für schwache Säuren vereinfacht sich dadurch zu:
{\displaystyle c\left(\mathrm {H_{3}O^{+}} \right)=c^{o}\cdot {\sqrt {K_{\mathrm {s} }\cdot c_{0}/c^{o}}}}
Der daraus resultierende Fehler sinkt mit zunehmender Konzentration und dem pKS-Wert. Im Zweifelsfall kann auch mit der Formel für starke Säuren gerechnet werden.

#### Sehr schwache Säuren
Bei sehr schwachen Säuren müssen die durch Autodissoziation des Wassers erzeugten Protonen berücksichtigt werden. Daraus ergibt sich die Gleichung:
{\displaystyle c\left(\mathrm {H_{3}O^{+}} \right)=c^{o}\cdot {\sqrt {K_{\mathrm {s} }\cdot c_{0}/c^{o}+K_{\mathrm {w} }}}}
Mit dieser Formel für sehr schwache Säuren (aber auch Basen!) muss jedes Mal dann gerechnet werden, wenn das Produkt aus {\displaystyle K_{\mathrm {s} }} und {\displaystyle c_{0}} nicht deutlich größer als der {\displaystyle K_{\mathrm {w} }} ist.

#### Basen
Für die Berechnung des pH-Wertes einer basischen Lösung werden dieselben Formeln benutzt. Jedoch wird statt des KS der KB eingesetzt und das Ergebnis liefert nicht die Protonenkonzentration c(H3O+), sondern die Hydroxidionen-Konzentration c(OH−). Diese kann in den pOH umgerechnet werden und aus diesem folgt der pH.

#### Sonstige Berechnungen
Für Lösungen einer Säure und ihres entsprechenden Salzes (ein Puffer, siehe oben) lässt sich der pH-Wert über die Henderson-Hasselbalch-Gleichung berechnen.
Für mehrprotonige Säuren kann man nur den Wert der ersten Protolysestufe (näherungsweise) berechnen, also für den niedrigsten pKS-Wert. Die Dissoziation der zweiten Stufe ist meist deutlich geringer. Eine exakte Berechnung ist äußerst aufwendig, da es ein System aus gekoppelten Gleichgewichten ist. Die Oxoniumionen aus der ersten Protolysestufe nehmen Einfluss auf die zweite und umgekehrt.
Gleiches gilt für Gemische aus mehreren Säuren und/oder Basen. Eine exakte algebraische Lösung ist meist nicht mehr möglich, die Gleichungen sind numerisch über iterative Verfahren zu lösen. Bei sehr hohen Konzentrationen an Säuren oder Basen ist die Konzentration in mol·dm−3 durch die Aktivität der Oxoniumionen zu ersetzen.

### Messung
Der pH-Wert einer Lösung kann mit unterschiedlichen Methoden ermittelt werden:

#### Bestimmung durch die Reaktion von Indikatorfarbstoffen
Eine einfache Bestimmung des pH-Wertes erfolgt durch visuelle oder farbmetrische Bewertung der Farbumschläge von Indikatorfarbstoffen. Die Auswertung erfolgt meist anhand von Farbvergleichsskalen.
Innerhalb eines engen Messbereiches (zwei bis drei pH-Stufen) reicht der Farbumschlag eines einzelnen Farbstoffes aus. Für größere Messbereiche kommen Universalindikatoren zum Einsatz. Dies sind Farbstoffgemische, die über eine weite Skala von pH-Werten hinweg unterschiedliche Farben zeigen. Eine Alternative zu Universalindikatoren sind Messstreifen, die Felder mit verschiedenen nebeneinander angeordneten Farbstoffen aufweisen, von denen jeder in einem anderen Wertebereich optimal ablesbar ist. Für spezielle Zwecke kann die Farbanzeige eines Indikatorfarbstoffs mit einem Photometer gemessen und so präziser ausgewertet werden.
Für die Farbgebung des Universalindikators werden verschiedene Stoffe verwendet, die sich bei jeweils unterschiedlichen pH-Werten verfärben. Solche pH-Indikatoren sind beispielsweise
- Lackmus: rot bei pH < 4,5, blau bei pH > 8,3
- Phenolphthalein: farblos bei pH < 8,2, rot-violett bei pH > 10,0
- Methylorange rot bei pH < 3,1, gelb bei pH > 4,4
- Bromthymolblau: gelb bei pH < 6,0, blau bei pH > 7,6

#### Potentiometrie
Auf dem Prinzip der Potentiometrie beruhen die meisten handelsüblichen pH-Meter. Dabei wird eine mit Pufferlösung gefüllte Glasmembrankugel in die zu messende Flüssigkeit eingetaucht. Durch die Neigung der Wasserstoffionen, sich in dünner Schicht an Silikatgruppen der Glasoberfläche anzulagern, baut sich je nach pH-Differenz eine galvanische Spannung zwischen der Innen- und der Außenseite der Kugel auf. Diese Quellenspannung wird mittels zweier Bezugselektroden gemessen, von denen sich eine innerhalb der Glaskugel, die andere in einem Referenzelektrolyten befindet. Ausführliche Informationen siehe pH-Elektrode.

#### Messung durch ionensensitive Feldeffekt-Transistoren
Ähnlich wie an der Glaselektrode bauen Wasserstoffionen an der sensitiven Gate-Membran eines ionensensitiven Feldeffekttransistors (ISFET) ein Potential auf, welches die Stromdurchlässigkeit des Transistors beeinflusst. Durch geeignete Messtechnik lässt sich dieses Signal dann als pH-Wert anzeigen.

## Bedeutung des pH-Wertes

### Auswirkungen des pH-Wertes in der Chemie
Manche chemische Verbindungen ändern ihre chemische Struktur in Abhängigkeit vom pH-Wert und damit unter Umständen auch ihre Farbe, wie es für pH-Indikatoren, etwa das Phenolphthalein von farblos zu rot erfolgt.
Bei vielen Reaktionen spielen die Wasserstoffionen eine Rolle, direkt in wässriger Lösung oder als „Katalysator“. Der pH-Wert beeinflusst die Reaktionsgeschwindigkeit, wie am Beispiel der Aushärtung von Aminoplasten.

### Auswirkungen des pH-Wertes auf das Wachstum von Pflanzen
Der pH-Wert des Bodens beeinflusst die (biologische) Verfügbarkeit von Nährsalzen. Bei neutralem und alkalischem Boden-pH bilden sich Eisenoxidhydroxide, die nicht aufgenommen werden können; es entsteht Eisenmangel. Treten starke pH-Wert-Änderungen auf, so können die Pflanzenorgane auch unmittelbar betroffen sein.
Für den Nährstoffhaushalt der Pflanzen ist neben einigen anderen Elementen auch Stickstoff von Bedeutung. Er wird in Form der wasserlöslichen Ammoniumionen (NH4+) oder häufiger als Nitration (NO3−) aufgenommen. Ammonium und Nitrat stehen in Böden mit einem pH-Wert von 7 im Gleichgewicht. Bei sauren Böden überwiegen die NH4+ Ionen, bei alkalischen Böden die NO3− Ionen. Können Pflanzen aufgrund der Durchlässigkeit der Wurzelmembranen nur NH4+ aufnehmen, sind sie auf saure Böden angewiesen, also acidophil (säureliebend). Beim Aufnehmen von Nitrat NO3− können sie nur auf basenreichen Böden wachsen („obligat basophil“). Die Ansprüche an den Boden-pH sind geringer, wenn die Membranen sowohl Ammonium als auch Nitrat durchlassen. In manchen Mineraldüngern wird Ammoniumnitrat (NH4NO3) verwendet, wodurch beide, Ammonium- und Nitrat-Ionen, vorhanden sind. Die Reaktionen im Boden führen dabei zu Umwandlungen.
Bei hohem oder niedrigem pH-Wert sind die Nährstoffe im Boden festgelegt, sie stehen den Pflanzen nur unzureichend zur Verfügung. Bei einem niedrigen pH-Wert werden Aluminium- oder Manganionen löslich und für Pflanzen in schädigenden Mengen zugänglich.

### Die Bedeutung des pH-Wertes beim Menschen
Der für den Menschen verträgliche Bereich des pH-Wertes von Blut und Zellflüssigkeit ist auf enge Bereiche beschränkt. So liegen z. B. normale pH-Werte des arteriellen Blutes im engen pH-Bereich von 7,35–7,45. Der herrschende pH-Wert wird vom sogenannten Blutpuffer eingestellt, ein komplexes Puffersystem, gebildet vom im Blut gelösten Kohlenstoffdioxid, den Anionen von gelösten Salzen und den gelösten Proteinen. Der pH-Wert des Blutes hat Einfluss auf die Fähigkeit von Hämoglobin, Sauerstoff binden zu können: Je geringer der pH-Wert des Blutes ist, desto weniger Sauerstoff kann das Hämoglobin binden (Bohr-Effekt). Wird also in der Lunge Kohlendioxid abgeatmet, so steigt dort der pH-Wert des Blutes und damit steigt auch die Aufnahmefähigkeit des Hämoglobins im Blut der Lunge für Sauerstoff.
Wird dann umgekehrt im Gewebe einer Körperzelle durch die Kohlensäure der pH-Wert des Blutes gesenkt, gibt deshalb das Hämoglobin den gebundenen Sauerstoff wieder ab.
Auch bei der menschlichen Fortpflanzung hat der pH-Wert eine wichtige Bedeutung. Während das Scheidenmilieu zur Abwehr von Krankheitserregern schwach sauer ist, ist das Sperma des Mannes schwach basisch. Die nach dem Geschlechtsakt einsetzende Neutralisationsreaktion führt dann zu pH-Milieus, bei denen sich Spermien optimal bewegen. Die Haut des Menschen ist mit einem pH von ≈ 5,5. leicht sauer, bildet so einen Säureschutzmantel und schützt auf diese Weise vor Krankheitserregern. Kernseifen ergeben bei ihrer Anwendung auf der Haut ein leicht basisches Milieu, jedoch hat sich der Säureschutzmantel bereits 30 Minuten nach dem Waschen wieder aufgebaut.
Tenside entfernen neben Schmutz auch teilweise den natürlichen Fettmantel (Hydro-Lipid-Film) der Haut, „trocknen“ die Haut so aus und beeinträchtigen auf diese Weise besonders bei häufiger Anwendung die Schutzwirkung des Fettmantels. Heutige Waschlotionen, die aus einem Gemisch aus einer Trägersubstanz, aus Wasser, Glycerin, Natriumchlorid, Natriumthiosulfat, Natriumhydrogencarbonat, Distearaten und einem geringen Anteil synthetischer Tenside bestehen, sind auf einen pH-Wert um 5 eingestellt.

### Bedeutung des pH-Wertes beim Trinkwasser
Gemäß der Trinkwasserverordnung soll das Trinkwasser aus der Leitung einen pH-Wert zwischen 6,5 und 9,5 aufweisen. Leitungswasser mit niedrigem pH-Wert löst Metallionen aus der Leitungswand, was bei Verwendung von Blei- und Kupferrohren zu einer Vergiftung von Lebewesen führen kann. Kennt man den pH-Wert und das Leitungsmaterial nicht, kann man vor der Entnahme von Trinkwasser zunächst Brauchwasser (z. B. für Reinigungszwecke) aus der Leitung laufen lassen.

### Bedeutung des pH-Wertes für Aquarien
In Aquarien erfordern Pflanzen und Fische bestimmte pH-Bereiche. Die Lebewesen haben einen pH-Toleranzbereich und können außerhalb dieses Bereichs nicht langfristig überleben.
Richtwerte für Süßwasser-Aquarienfische:
- saures Wasser (pH ≈ 6):
  - Südamerikaner (Neon, Skalar, Diskus, L-Welse und andere)
  - Asiaten (Guaramis, Fadenfische und andere)
- neutrales Wasser (pH ≈ 7)
  - Mittelamerikaner (Feuermaulbuntbarsch und andere)
- alkalisches Wasser (pH ≈ 8)
  - ostafrikanische Grabenseen (Buntbarsche aus dem Tanganjika- und Malawisee und andere)